# Данеллен (Нью-Джерсі)
Данеллен (англ. Dunellen) — місто (англ. borough) в США, в окрузі Міддлсекс штату Нью-Джерсі. Населення — 7637 осіб (2020).

## Географія
Данеллен розташований за координатами 40°35′25″ пн. ш. 74°27′56″ зх. д. / 40.59028° пн. ш. 74.46556° зх. д. (40.590231, -74.465595).  За даними Бюро перепису населення США в 2010 році місто мало площу 2,71 км², уся площа — суходіл.

## Демографія
Згідно з переписом 2010 року, у селищі мешкало 7227 осіб у 2566 домогосподарствах у складі 1764 родин. Було 2683 помешкання
Расовий склад населення:
| - 73,5 % — білих - 8,6 % — чорних або афроамериканців - 4,5 % — азіатів - 0,3 % — корінних американців - 0,1 % — вихідців з тихоокеанських островів - 9,7 % — осіб інших рас |

До двох чи більше рас належало 3,4 %. Частка іспаномовних становила 26,7 % від усіх жителів.
За віковим діапазоном населення розподілялося таким чином: 23,7 % — особи молодші 18 років, 66,6 % — особи у віці 18—64 років, 9,7 % — особи у віці 65 років та старші. Медіана віку мешканця становила 37,1 року. На 100 осіб жіночої статі у селищі припадало 101,3 чоловіків;  на 100 жінок у віці від 18 років та старших — 100,4 чоловіків також старших 18 років.
Середній дохід на одне домашнє господарство  становив 94 147 доларів США (медіана — 77 099), а середній дохід на одну сім'ю — 99 808 доларів (медіана — 82 404). За межею бідності перебувало 8,0 % осіб, у тому числі 9,3 % дітей у віці до 18 років та 17,7 % осіб у віці 65 років та старших.
Цивільне працевлаштоване населення становило 4121 осіб. Основні галузі зайнятості: освіта, охорона здоров'я та соціальна допомога — 22,4 %, науковці, спеціалісти, менеджери — 13,8 %, виробництво — 12,1 %.